# Dicromatismo
Apesar do significado descrito neste artigo, o termo dicromatismo é algumas vezes usado como um sinônimo de dicromacia (cegueira para cores).
Dicromatismo (ou policromatismo) é um fenômeno onde a tonalidade da cor em materiais ou soluções é dependente tanto da concentração da substância absorvente quanto da profundidade ou espessura do meio atravessado pela luz.
Na maioria das substâncias que não são dicromáticas, somente o brilho e a saturação da cor dependem de sua concentração e espessura da camada. Exemplos de substâncias dicromáticas são óleo de semente de abóbora, azul de bromofenol e resazurina. Quando a espessura de uma camada de óleo de semente de abóbora é menor que 0,7 mm, o óleo apresenta-se como verde brilhante, e em camada mais espessa que isto, ele apresenta-se vermelho brilhante. A base psicoquímica-fisiológica deste fenômeno foi recentemente explicada. Propriedades dicromáticas podem ser explicadas pela lei de Beer-Lambert e pelas características de excitação de três tipos de cones fotorreceptores na retina humana. Dicromatismo é observado em qualquer substância que tenha um espectro de absorção largo mas pouco profundo e um estreito mas pouco profundo. Esta faixa estreita pode igualmente ser limitada para o além da escala do visível ao olho humano, e neste caso, não pode necessariamente ser estreita. A substância muda o matiz daquela definida pela posição da faixa mínima pouco profunda (na camada fina) ao matiz do local profundo (na camada espessa).
O espectro de absorção do óleo de semente da abóbora tem um mínimo largo mas pouco profundo na região verde e o mínimo local profundo na região vermelha do espectro. Na camada fina a absorção no verde não é tão baixa como é no vermelho, mas a aparência total é verde. Isto é devido ao mínimo ou à depressão local larga na parcela verde do espectro, onde os cones fotorreceptores são mais sensíveis ao verde. Por outro lado, a recepção da cor vermelha é limitada pelo limite superior de sensibilidade dos cones fotorreceptores aos comprimentos de onda longos. De acordo com a lei de Beer-Lambert, a absorbância é relacionada linearmente à concentração de uma espécie absorvente e do comprimento do caminho ótico. Como a espessura da camada de óleo aumenta, a absorbância (A) aumenta proporcionalmente em todos os comprimentos de onda. A transmitância (T,proporção de luz transmitida), por outro lado, não decresce proporcionalmente (T=10−A). A intensidade de luz transmitida com comprimentos de onda mais curtos que 630 nm é fortemente reduzida. Devido a razão crescente entre luz transmitida vermelha e verde, o matiz aparente de cor passa de verde a vermelho.